# Wojska Rakietowe Przeznaczenia Strategicznego (ZSRR)

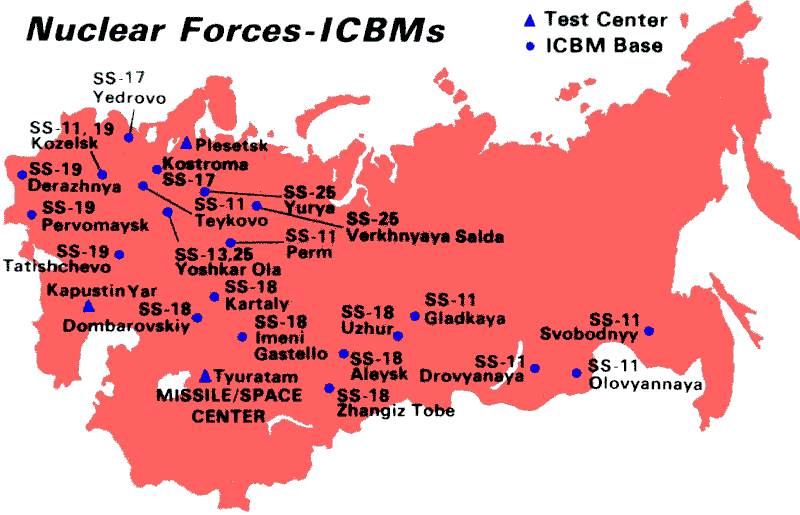
Dyslokacja w 1980

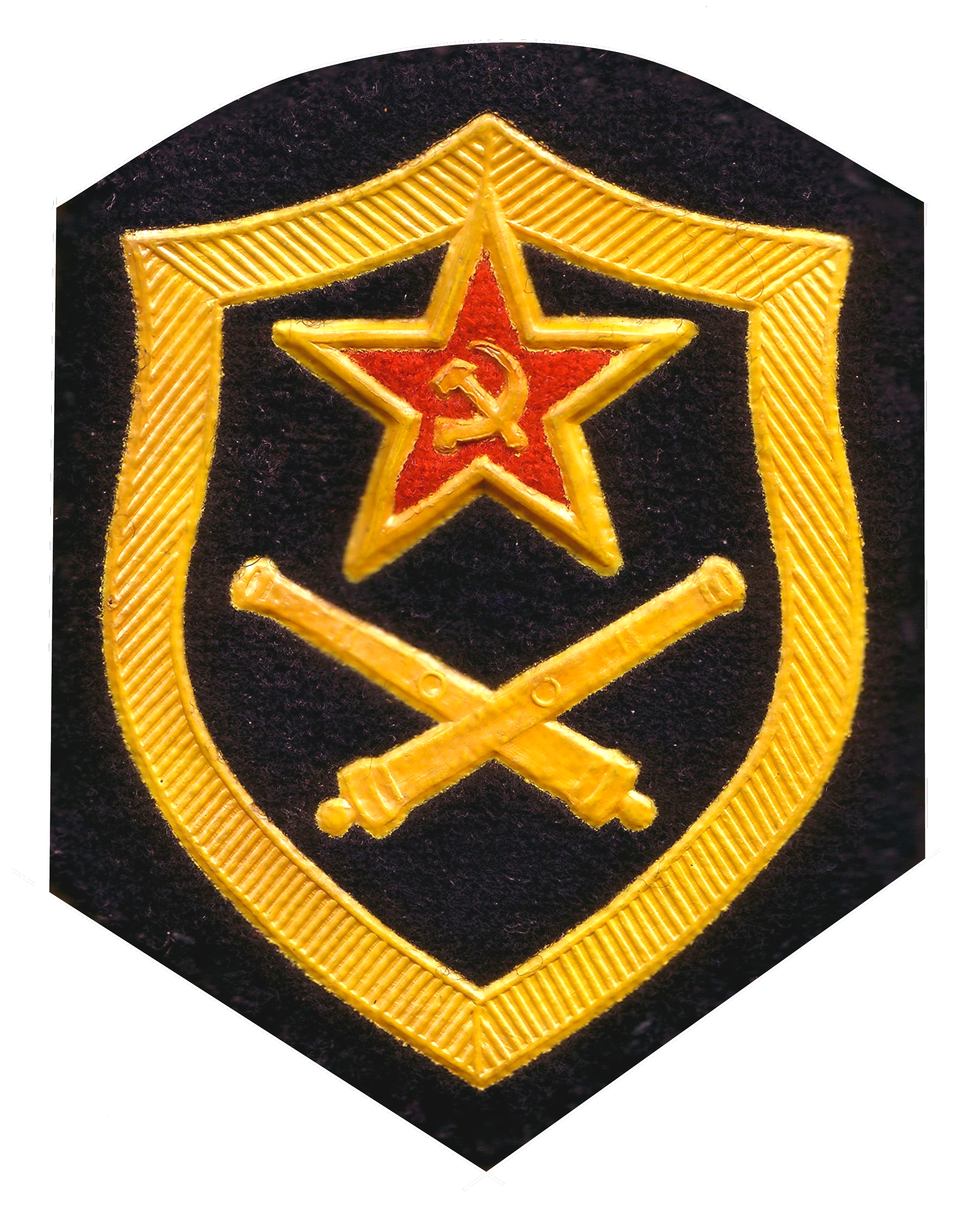
Naszywka mundurowa

Wojska Rakietowe Przeznaczenia Strategicznego SZ ZSRR (ros. Ракетные войска стратегического назначения, РВСН) – jeden z rodzajów Sił Zbrojnych ZSRR.

## Historia
Strategiczne wojska rakietowe zostały utworzone na podstawie rozkazu Ministra Obrony ZSRR z 17 grudnia 1959 roku oraz zarządzenia Sztabu Głównego Sił Powietrznych ZSRR z 22 stycznia 1960 roku.
W skład nowo tworzonego rodzaju wojsk przeznaczono 17 pułków inżynieryjnych Rezerwy Naczelnego Dowództwa, trzy dowództwa dywizji lotnictwa dalekiego zasięgu oraz dwa dowództwa armii lotnictwa dalekiego zasięgu. Pod względem organizacyjnym strategiczne wojska rakietowe składały się z armii rakietowych, dywizji rakietowych oraz samodzielnych brygad rakietowych. W latach 60. XX w. przejściowym ogniwem w strukturze był korpus. W 1960 roku utworzono dwie pierwsze armie rakietowe: 43 Armię Rakietową z dowództwem w Winnicy oraz 50 Armię Rakietową z dowództwem w Smoleńsku. W 1970 roku utworzono cztery kolejne armie rakietowe: 27 Armię Rakietową z dowództwem we Włodzimierzu, 31 Armię Rakietową z dowództwem w Orenburgu, 33 Armię Rakietową z dowództwem w Omsku oraz 53 Armię Rakietową z dowództwem w Czycie.
Strategiczne wojska rakietowe miały za zadanie zniszczenie strategicznych obiektów przeciwnika w wojnie jądrowej na jednym lub kilku kierunkach strategicznych, zdezorganizowanie gospodarki i administracji, spowodowanie zaburzeń w komunikacji oraz zniszczenie odwodów strategicznych.
W czerwcu 1962 r. na bazie 43 Dywizji Rakietowej została sformowana 51 Dywizja Rakietowa (JW PP 74345) rozmieszczona na Kubie w ramach operacji „Anadyr”. W jej składzie było 5 pułków rakietowych: 79, 181, 664, 665, 666. Na wyposażeniu dywizji było 36 rakiet R-12 (kod NATO: SS-4 Sandal) oraz 24 rakiety R-14 (kod NATO: SS-5 Skean). Dywizja została rozformowana po powrocie z Kuby.
W latach 1983–1988 jednostki wojskowe Wojsk Rakietowych Strategicznego Przeznaczenia stacjonowały także poza granicami ZSRR. W Grupie Wojsk Radzieckich w Niemczech zostały rozmieszczone trzy brygady:
- 119 samodzielna Brygada Rakietowa – JW PP 65598 w m. Königsbrück; na wyposażeniu posiadała rakiety TR-1 Temp (Kod NATO: SS-12 Scaleboard)
- 11 gwardyjska Brygada Rakietowa – JW PP 57574 w m. Weißenfels; na wyposażeniu posiadała rakiety R-400 Oka (Kod NATO: SS-23 Spider)
- 164 Brygada Rakietowa – JW PP 17850 w m. Drachhausen; na wyposażeniu posiadała rakiety TR-1 Temp (Kod NATO: SS-12 Scaleboard).

Ponadto w składzie Centralnej Grupy Wojsk stacjonującej na terytorium Czechosłowacji znajdowała się 122 Brygada Rakietowa – JW PP 11604 w bazie Potštát koło m. Hranice na Morawach. Brygada ta również wyposażona była w rakiety TR-1 Temp (Kod NATO: SS-12 Scaleboard).
W wyniku podpisania w 1987 roku między USA i ZSRR traktatu o całkowitej likwidacji pocisków rakietowych krótkiego i średniego zasięgu (Intermediate-Range Nuclear Forces Treaty, INF Treaty) w 1989 roku została rozformowana 50 Armia Rakietowa. Zostały też wycofane cztery brygady rakietowe z NRD i Czechosłowacji.
Po rozpadzie Związku SRR w składzie Sił Zbrojnych Federacji Rosyjskiej powstały Wojska Rakietowe Strategicznego Przeznaczenia.

## Dowództwo Wojsk Rakietowych Przeznaczenia Strategicznego
1. Głównodowodzący Wojsk Rakietowych Przeznaczenia Strategicznego
  - 1959–1960 – główny marszałek artylerii Mitrofan Niedielin – 17.12.59 – 24.10.60
  - 1960–1962 – marszałek Związku Radzieckiego Kiriłł Moskalenko – 25.11.60 – 24.4.62
  - 1962–1963 – marszałek Związku Radzieckiego Siergiej Biriuzow – 24.4.62 – 5.3.63
  - 1963–1972 – marszałek Związku Radzieckiego Nikołaj Kryłow – 5.3.63 – 9.2.72
  - 1972–1985 – gen. armii (od 1983 r. – główny marszałek artylerii) Władimir Tołubko – 12.4.72 – 10.7.85
  - 1985–1992 – gen. armii Jurij Maksimow – 10.7.85 – 19.8.92;

1. I Zastępca Głównodowodzącego Wojsk Rakietowych Przeznaczenia Strategicznego
  - 1960–1968 – gen. płk Władimir Tołubko
  - 1968–1981 – gen. płk Michaił Grigorjew
  - 1981–1989 – gen. płk Jurij Jaszyn
  - 1989–1991 – gen. płk Aleksandr Wołkow
2. Szef Sztabu Głównego – I Zastępca Głównodowodzącego Wojsk Rakietowych Przeznaczenia Strategicznego
  - 1960–1962 – gen. płk Michaił Nikolski
  - 1962–1966 – gen. por. lotnictwa Michaił Łowkow
  - 1966–1976 – gen. por. Aleksandr Szewcow
  - 1976–1987 – gen. płk Władimir Wiszenkow
  - 1987–1991 – gen. płk Stanisław Koczemasow
3. Zastępca Głównodowodzącego Wojsk Rakietowych Przeznaczenia Strategicznego do spraw wyszkolenia bojowego – Szef wyszkolenia bojowego Wojsk Rakietowych Przeznaczenia Strategicznego
  - 1960–1963 – gen. płk Fiodor Tonkich
  - 1963–1974 – gen. płk Pawieł Dankiewicz
  - 1974–1987 – gen. płk Aleksiej Mieljochin
  - 1987–1989 – gen. płk Aleksandr Wołkow
  - 1989–1991 – gen. płk Igor Siergiejew
4. Zastępca Głównodowodzącego Wojsk Rakietowych Przeznaczenia Strategicznego do spraw uzbrojenia
  - 1960–1964 – gen. por. Anatolij Siemionow
  - 1964–1967 – gen. mjr Anatolij Wasiliew
  - 1967–1975 – gen. por. Nikołaj Smirnicki
  - 1975–1984 – gen. por. Jurij Piczugin
  - 1984–1991 – gen. płk Aleksandr Riażskich
5. Zastępca Głównodowodzącego Wojsk Rakietowych Przeznaczenia Strategicznego do spraw tyłów – Szef tyłów Wojsk Rakietowych Przeznaczenia Strategicznego
  - 1968–1976 – gen. por. Dmitrij Pietrow
  - 1976–1979 – gen. por. Stiefan Sułackow
  - 1979–1985 – gen. por. Jewgienij Katieruchin
  - 1985–1989 – gen. płk Władimir Szyłowski
  - 1989–1991 – gen. płk Giennadij Nikitin
6. Zastępca Głównodowodzącego Wojsk Rakietowych Przeznaczenia Strategicznego – Szef Zarządu Politycznego
  - 1963–1966 – gen. por. lotnictwa Iwan Ławrionow
  - 1966–1970 – gen. płk Nikita Jegorow
  - 1970–1985 – gen. płk Piotr Gorczakow
  - 1985–1991 – gen. płk Wiktor Rodin

## Dyslokacja
Stan na 31 grudnia 1970
Dowództwo i jednostki centralnego podporządkowania strategicznych wojsk rakietowych:
- Dowództwo – JW 69665
- Sztab Główny – JW 25516
- Główny Zarząd Uzbrojenia Rakietowego – JW 25453
- Główny Zarząd Inżynieryjny – JW
- Zarząd Łączności – JW 08310
- Zarząd Gotowości Bojowej – JW 29450
- 6 Zarząd – JW 30035
- 27 Zarząd Eksploatacji Uzbrojenia Rakietowego – JW 26180
- Zarząd Administracyjno-Gospodarczy – JW 77113
- Zarząd Tyłów – JW 74833
- Zarząd Ekonomiczno-Finansowy – JW 97691
- Zarząd Kadr – JW 46184
- Oddział Szkolnictwa Wojskowego – JW 39990
- Centralne Stanowisko Dowodzenia – JW 33925
- 882 Centralny Węzeł Łączności – JW 33790
  - 89 Centrum Łączności Satelitarnej – JW 29523 (Gagarin (Rosja), Obwód smoleński)
  - 140 Nadawcze Centrum Radiowe – JW 12407 (m. Woschod, rej. istriński, Obwód moskiewski)
  - 142 Odbiorcze Centrum Radiowe – JW 68527 (m. Mołodiożnyj, rej. naro-fomiński, Obwód moskiewski)
  - 176 Centrum Łączności Satelitarnej – JW 30113 (m. Mołodiożnyj, rej. naro-fomiński, Obwód moskiewski)
  - 79 Ośrodek Obliczeniowy – JW 77866
- 1185 Centrum Informacji Kodowanej – JW 85000
- Zapasowe Centralne Stanowisko Dowodzenia – JW 69792 (m. Bałabanowo-1, rej. borowski, Obwód kałuski)
  - 267 Węzeł Łączności – JW 42335 (m. Bałabanowo-1, rej. borowski, Obwód kałuski)
  - 1 Komendantura Eksploatacyjna – JW 96635 (m. Bałabanowo-1, rej. borowski, Obwód kałuski)
  - 349 Samodzielna Eskadra Lotnicza – JW 18285 (m. Bałabanowo-1, rej. borowski, Obwód kałuski)
- 328 Komendantura Eksploatacyjno-Techniczna – JW 12470
- 4 Eksploatacyjna Komendantura Zabezpieczenia Centralnego Stanowiska Dowodzenia – JW 34143
- 5 Komendantura Zabezpieczenia – JW 95501
- 2 Baza Samochodowa – JW 75105
- Oddział Polowy Banku Centralnego – JW 29510
- 3 Wojskowy Sąd Okręgowy
- Prokuratura Wojskowa
- 127 Klub Sportowy

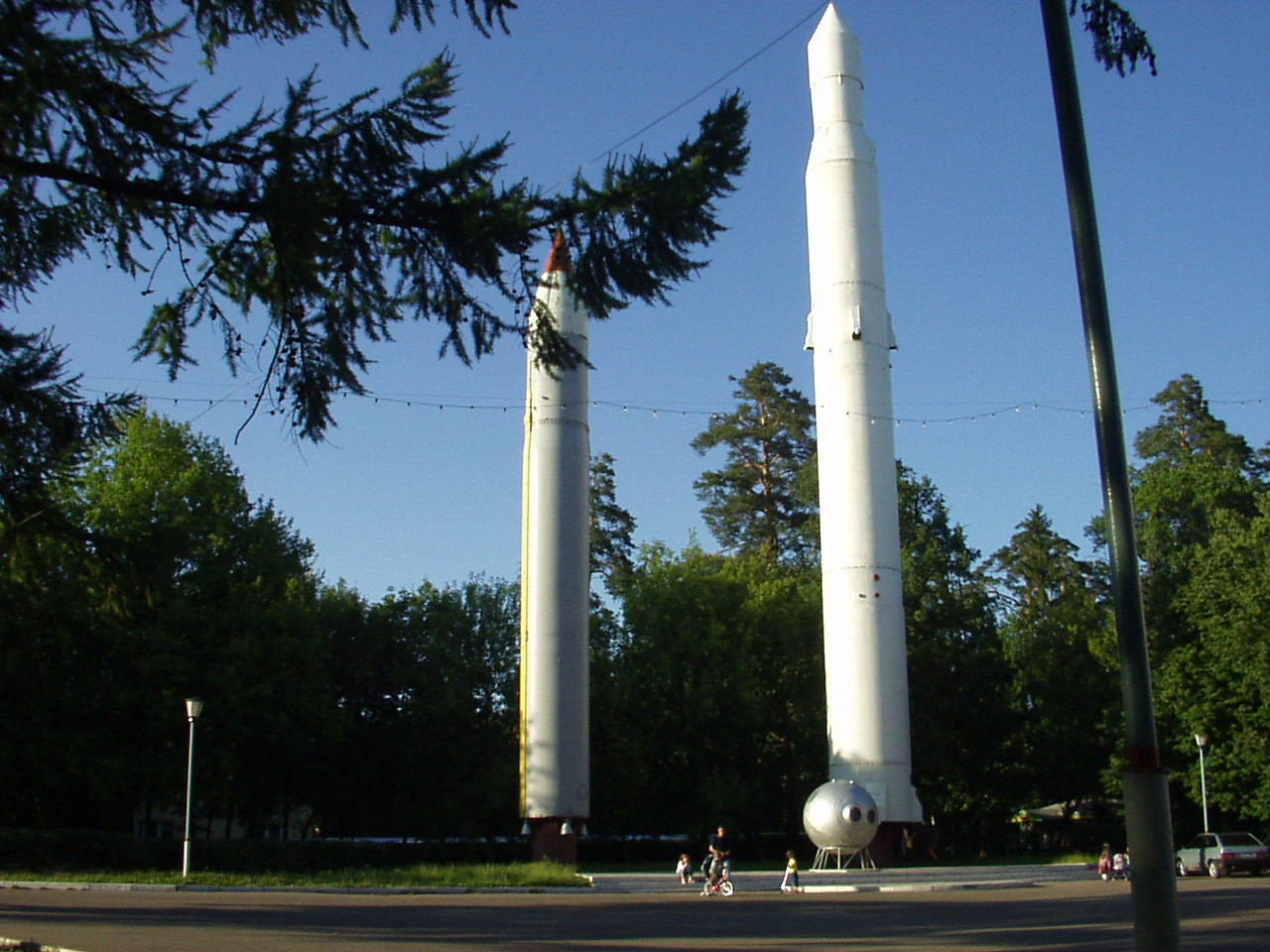
Centralny plac ZATO Odincowo-10

Większość struktur Dowództwa i JCP stacjonuje w miejscowości Własicha, właściwie miasto zamknięte ZATO Odincowo. Jednostki zlokalizowane poza centralnym garnizonem wykazano odrębnie.
- 27 Gwardyjska Armia Rakietowa z dowództwem we Włodzimierzu, JW 43176
- 31 Armia Rakietowa z dowództwem w Orenburgu, JW 29452
- 33 Gwardyjska Armia Rakietowa z dowództwem w Omsku, JW 43189
- 43 Armia Rakietowa z dowództwem w Winnicy, JW 35564
- 50 Armia Rakietowa z dowództwem w Smoleńsku, JW 55135
- 53 Armia Rakietowa z dowództwem w Czycie, JW 74102